# CEERS-93316
CEERS-93316 est une galaxie candidate, après son observation en juin 2022 par le télescope spatial James Webb, au titre d'objet céleste le plus lointain jamais observé.
Estimé par photométrie à z = 16,7, son décalage vers le rouge correspondait alors à une distance de 13,565 milliards d'années lumière de la Terre et une distance comobile de 34,6 milliards d'années lumière,. Cette importante distance faisait que l'on observe la galaxie telle qu'elle était il y a 235,8 millions d'années après le Big Bang. La masse de CEERS-93316, estimée à environ cinq milliards de masses solaires, était cependant bien trop grande pour une galaxie aussi précoce, selon les modèles cosmologiques en vigueur. Une spectroscopie devait être réalisée pour valider sa véritable distance.
Trois semaines plus tard, un premier questionnement s'est fait jour avec la découverte que la galaxie CEERS-1749 (z estimé à ~17) est entourée de trois autres ayant un décalage vers le rouge beaucoup plus faible (z = ~5, soit un âge de 1,2 milliard d'années après le Big Bang). Dans un tel champ profond il est raisonnable de penser que les quatre galaxies forment un groupe — donc du même âge —, ce qui met en doute les hautes valeurs de z obtenues par photométrie et annoncées prématurément, sans doute dues à la présence insoupçonnée de poussières entre la Voie lactée et l'objet. De fait, l'analyse spectroscopique de CEERS-93316 par l'instrument NIRSpec (en) en mars 2023 ramène son décalage vers le rouge à z = 4,9.

## Découverte
La galaxie candidate à haut décalage vers le rouge CEERS-93316 a été découverte par des astronomes de l'université d'Edinburgh lors du programme d'observation par imagerie CEERS utilisant la caméra NIRCam du télescope spatial infrarouge James Webb. L'acronyme CEERS signifie Cosmic Evolution Early Release Science Survey, et est un programme d'étude du ciel à champ profond utilisant les images infrarouge du JWST. Les observations de CEERS-93316 repoussent les observations à l'époque où les premières galaxies se sont formées. Les astronomes émettent l'hypothèse que les premières étoiles sont nées de l'effondrement de nuages de gaz environ 100 millions d'années après le Big Bang, et contenaient principalement des éléments plus légers, comme l'hydrogène et l'hélium. Plus tard, ces premières étoiles primordiales ont explosé en supernovas pour créer des éléments plus lourds, comme l'oxygène, le plomb et l'or.

## Distance
Seul un décalage vers le rouge photométrique a été déterminé pour CEERS-93316 ; des mesures spectroscopiques de suivi seront nécessaires pour confirmer la distance de la galaxie. La spectroscopie pourrait également déterminer la composition chimique, la taille et la température de la galaxie,.

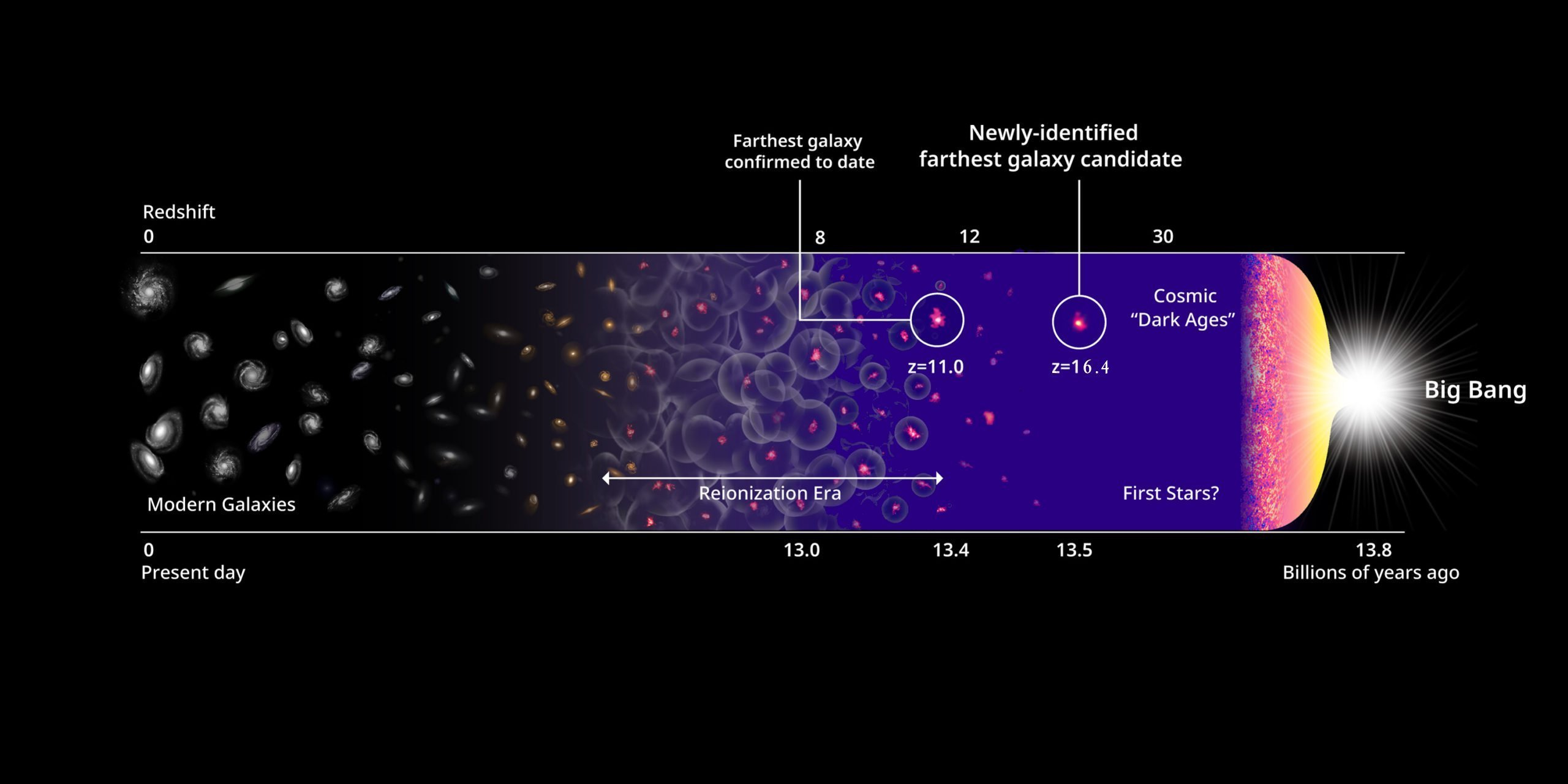

La découverte d'une galaxie à une telle distance est absolument exceptionnelle, battant le record établi en avril 2022 par l'objet HD1. Les récentes observations de James Webb et d'autres télescopes ont pu relever de très lointaines galaxies, telle que HD1, GLASS-z13 et GN-z11 et bien d'autres. La présence d'autant de galaxies lointaines contredit les modèles d'évolution de l'univers après le Big Bang et, de plus, pourquoi ses galaxies lointaines sont si réparties dans la voute céleste.
Son existence dans l'univers primordial indique qu'elle est principalement composée de poussière ainsi que d'étoiles, très probablement de population III, très jeunes et massives. Elle est aussi en phase de formation d'étoiles.